# Санта Кристина (Терни)
Санта Кристина је насеље у Италији у округу Терни, региону Умбрија.
Према процени из 2011. у насељу је живело 27 становника. Насеље се налази на надморској висини од 358 м.